# 실리아나주

실리아나주의 위치

실리아나주(영어: Siliana Governorate, 아랍어: ولاية سليانة)는 튀니지의 북부에 있는 주로, 주도는 실리아나이다. 면적은 4,631 km2이며, 인구는 234,000명(2004년)이다.